# Mauro Bogado
Mauro Bogado (Parque San Martín, provincia de Buenos Aires; 31 de mayo de 1985) es un futbolista argentino. Juega de mediocampista y su club actual es Argentino de Quilmes, qué compite en la Primera B, tercera división del fútbol argentino. 
Bogado inició su carrera en 2006 con Argentinos Juniors. En 2008 estuvo a préstamo en Instituto y luego regresó a su primer club. Mismo año en el que se casó con su actual pareja Agustina Rodríguez y tuvo dos hijas Martina y Priscila
En 2010 fue fichado por el Everton de Chile, durante seis meses. En 2011, pasó a San Martín (San Juan).
EL 2 de julio de 2015 se efectúa su pase al Club Atlético Huracán. Disputa con el elenco de Parque de los Patricios la Copa Sudamericana 2015, alcanzando el subcampeonato, a pesar de finalizar el torneo de forma invicta. El lunes 17 de septiembre de 2018 al ingresar en el segundo tiempo en el triunfo 3-0 frente a Banfield cumple el partido número 100 con la casaca del Globo.

## Clubes
| Club                     | País      | Año         | PJ  | Goles |
| ------------------------ | --------- | ----------- | --- | ----- |
| Argentinos Juniors       | Argentina | 2005 - 2007 | 2   | 0     |
| Instituto                | Argentina | 2008        | 17  | 2     |
| Argentinos Juniors       | Argentina | 2008 - 2009 | 30  | 1     |
| Everton                  | Chile     | 2010        | 12  | 1     |
| Argentinos Juniors       | Argentina | 2010 - 2011 | 28  | 2     |
| San Martín (SJ)          | Argentina | 2011 - 2015 | 115 | 18    |
| Huracán                  | Argentina | 2015 - 2018 | 100 | 11    |
| San Martín (SJ) (cedido) | Argentina | 2019        | 10  | 1     |
| Huracán                  | Argentina | 2019 - 2020 | 21  | 0     |
| Platense                 | Argentina | 2020-2022   | 54  | 5     |
| Atlanta                  | Argentina | 2023        | 27  | 0     |
| Defensores de Belgrano   | Argentina | 2024        | 12  | 0     |
| Argentino de Quilmes     | Argentina | 2024        | 18  | 1     |

| Club                             | Temporada           | Liga | Liga | Copa Nacional | Copa Nacional | Copa Internacional | Copa Internacional | Total | Total |
| Club                             | Temporada           | PJ   | G    | PJ            | G             | PJ                 | G                  | PJ    | G     |
| -------------------------------- | ------------------- | ---- | ---- | ------------- | ------------- | ------------------ | ------------------ | ----- | ----- |
| Argentinos Juniors Argentina     |                     |      |      |               |               |                    |                    |       |       |
| 2005-06                          | 0                   | 0    | -    | -             | -             | -                  | 0                  | 0     |       |
| 2006-07                          | 3                   | 0    | -    | -             | -             | -                  | 3                  | 0     |       |
| Total                            | 3                   | 0    | -    | -             | -             | -                  | 3                  | 0     |       |
| Instituto de Córdoba Argentina   |                     |      |      |               |               |                    |                    |       |       |
| 2007-08                          | 17                  | 5    | -    | -             | -             | -                  | 17                 | 5     |       |
| Total                            | 17                  | 5    | -    | -             | -             | -                  | 17                 | 5     |       |
| Argentinos Juniors Argentina     |                     |      |      |               |               |                    |                    |       |       |
| 2008-09                          | 17                  | 0    | -    | -             | 2             | 0                  | 19                 | 0     |       |
| 2009-10                          | 9                   | 1    | -    | -             | -             | -                  | 9                  | 1     |       |
| Total                            | 26                  | 1    | -    | -             | 2             | 0                  | 28                 | 1     |       |
| Everton · Chile                  |                     |      |      |               |               |                    |                    |       |       |
| 2010                             | 12                  | 1    | -    | -             | -             | -                  | 12                 | 1     |       |
| Total                            | 12                  | 1    | -    | -             | -             | -                  | 12                 | 1     |       |
| Argentinos Juniors Argentina     |                     |      |      |               |               |                    |                    |       |       |
| 2010-11                          | 22                  | 2    | -    | -             | 6             | 0                  | 28                 | 2     |       |
| Total                            | 22                  | 2    | -    | -             | 6             | 0                  | 28                 | 2     |       |
| San Martín de San Juan Argentina |                     |      |      |               |               |                    |                    |       |       |
| 2011-12                          | 33                  | 3    | 1    | 0             | -             | -                  | 34                 | 3     |       |
| 2012-13                          | 16                  | 4    | -    | -             | -             | -                  | 16                 | 4     |       |
| 2013-14                          | 35                  | 8    | -    | -             | -             | -                  | 35                 | 8     |       |
| 2014                             | 14                  | 1    | 1    | 0             | -             | -                  | 15                 | 1     |       |
| 2015                             | 14                  | 1    | 1    | 1             | -             | -                  | 15                 | 2     |       |
| Total                            | 112                 | 17   | 3    | 1             | -             | -                  | 115                | 18    |       |
| Huracán Argentina                | 2015                | 13   | 1    | -             | -             | 10                 | 3                  | 23    | 4     |
| Huracán Argentina                | 2016                | 16   | 1    | -             | -             | -                  | -                  | 16    | 1     |
| Huracán Argentina                | 2016-17             | 20   | 1    | 2             | 2             | 12                 | 0                  | 34    | 3     |
| Huracán Argentina                | 2017-18             | 21   | 3    | 2             | 0             | -                  | -                  | 23    | 3     |
| Huracán Argentina                | 2018-19             | 4    | 0    | -             | -             | -                  | -                  | 4     | 0     |
| Huracán Argentina                | Total               | 74   | 6    | 4             | 2             | 22                 | 3                  | 100   | 11    |
| Platense Argentina               | 2020                | 9    | 2    | -             | -             | -                  | -                  | 9     | 2     |
| Platense Argentina               | 2021                | 28   | 2    | -             | -             | -                  | -                  | 28    | 2     |
| Platense Argentina               | 2022                | 16   | 1    | 1             | 0             | -                  | -                  | 17    | 1     |
| Platense Argentina               | Total               | 53   | 5    | 1             | 0             | -                  | -                  | 54    | 5     |
| Atlanta Argentina                | 2023                |      |      |               |               |                    |                    |       |       |
| Total en su carrera              | Total en su carrera | 319  | 37   | 8             | 3             | 30                 | 3                  | 357   | 43    |

## Palmarés

### Logros
| Ascenso                          | Club          | Sede     | Año  |
| -------------------------------- | ------------- | -------- | ---- |
| Campeonato de Primera B Nacional | San Martín SJ | San Juan | 2014 |
| Primera Nacional (Reducido)      | Platense      | Rosario  | 2021 |